# Jean-Louis Guignabodet
Jean-Louis Guignabodet (28 de marzo de 1956, Chelles, Francia) es un expiloto de motociclismo francés.

## Biografía
Guignabodet hace su debut en las carreras Campeonato del Mundo de Motociclismo en 1974, alternando entre 125 y 250cc. Curiosamente, ocupa el séptimo puesto en ambas clases en el Gran Premio de España. Estos dos son los primeros puntos de la carrera de Guignabodet en carreras de campeonato mundial.
En 1975, continúa participando en dos categorías, aunque ese año lo hace en 250 y 350 cc. A partir de 1976 y hasta 1974 continúa compitiendo con Morbidelli, centrándose principalmente en clase 125, donde en 1977 hace su primer podio en el Gran Premio de España con un tercer lugar, una posición que Guignabodet repitió en la misma temporada en el Gran Premio de Finlandia y en Gran Premio de Gran Bretaña. Esta temporada cerraba con un cuarto lugar en la clasificación de pilotos con 62 puntos, en la que fue la mejor temporada para Guignabodet en el campeonato mundial. Siguiendo en 1977, obtiene el título francés de 125 con una Morbidelli.
En 1978 y 1979, 
empeora su posición en el ranking mundial, pero cierra en segundo lugar el Gran Premio de Suecia de 1979, la mejor de Guignabodet en el campeonato. A partir de 1980 Guignabodet compitió en el campeonato mundial con una motocicleta desarrollada por la empresa familiar, Motors Industries Guignabodet, pero sin lograr resultados significativos. Siguió en el Mundial hasta 1987, sin resultados destacados.
En 1988, ingresó en la primera edición del Campeonato del Mundo de Superbikes, en la que acabando en puntos en tres carreras, haciendo dos puntos con un Honda RC30.
Después de este año, Guignabodet abandona el profesionalismo y se limita a cuidar los intereses de la empresa familiar, a través de la cual fundó un equipo de motocicletas, el MIG Guignabodet, con el que lleva a la victoria del Resistencia de 1995 con la pareja de pilotos formada por Stéphane Mertens y Jean-Michel Mattioli. Guignabodet abandona definitivamente el mundo del motociclismo deportivo cuando, en 2003, su empresa se encuentra en proceso de liquidación judicial.

## Resultados en el Campeonato del Mundo
Sistema de puntuación desde 1969 hasta 1987:
| Posición | 1.º | 2.º | 3.º | 4.º | 5.º | 6.º | 7.º | 8.º | 9.º | 10.º |
| Puntos   | 15  | 12  | 10  | 8   | 6   | 5   | 4   | 3   | 2   | 1    |

### Carreras por año
(Carreras en negrita indica pole position, carreras en cursiva indica vuelta rápida)
| Año  | Cat.  | Equipo              | 1       | 2       | 3       | 4       | 5       | 6       | 7       | 8       | 9       | 10      | 11      | 12      | 13      | 14     | 15    | Pts. | Pos. |
| ---- | ----- | ------------------- | ------- | ------- | ------- | ------- | ------- | ------- | ------- | ------- | ------- | ------- | ------- | ------- | ------- | ------ | ----- | ---- | ---- |
| 1974 | 125cc | Yamaha              | FRA -   | GER DNS | AUT -   | NAT -   |         | NED -   | BEL 15  | SWE -   |         | CZE -   | YUG -   | ESP -   |         |        |       | 0    | -    |
| 1974 | 250cc | Yamaha              |         | GER DNS |         | NAT -   | IOM -   | NED -   | BEL -   | SWE -   | FIN -   | CZE -   | YUG -   | ESP 7   |         |        |       | 4    | 31.º |
| 1975 | 250cc | Yamaha              | FRA 14  | ESP -   |         | GER -   | NAT Ret | IOM -   | NED 9   | BEL 14  | SWE -   | FIN -   | CZE -   | YUG -   |         |        |       | 2    | 35.º |
| 1975 | 350cc | Yamaha              | FRA 4   | ESP -   | AUT -   | GER 17  | NAT -   | IOM -   | NED Ret |         |         | FIN -   | CZE -   | YUG -   |         |        |       | 8    | 20.º |
| 1976 | 50cc  | ABF                 | FRA -   |         | NAT -   | YUG -   |         | NED -   | BEL -   | SWE -   | FIN 13  |         | GER -   | ESP -   |         |        |       | 0    | -    |
| 1976 | 125cc | Morbidelli          |         | AUT -   | NAT -   | YUG -   |         | NED 4   | BEL Ret | SWE 7   | FIN 4   |         | GER 6   | ESP 5   |         |        |       | 27   | 6.º  |
| 1976 | 250cc | Yamaha              | FRA DNQ |         | NAT -   | YUG -   | IOM -   | NED -   | BEL -   | SWE -   | FIN -   | CZE -   | GER -   | ESP -   |         |        |       | 0    | -    |
| 1976 | 350cc | Yamaha              | FRA DNQ | AUT -   | NAT -   | YUG -   | IOM -   | NED Ret |         |         | FIN -   | CZE -   | GER -   | ESP -   |         |        |       | 0    | -    |
| 1977 | 50cc  | UFO-Morbidelli      |         |         | GER -   | NAT Ret | ESP 6   |         | YUG 5   | NED 16  | BEL -   | SWE 8   |         |         |         |        |       | 14   | 7.º  |
| 1977 | 125cc | Morbidelli          | VEN -   | AUT Ret | GER Ret | NAT 8   | ESP 3   | FRA 5   | YUG 4   | NED 5   | BEL 10  | SWE 4   | FIN 3   |         | GBR 3   |        |       | 62   | 4.º  |
| 1978 | 125cc | Bender y Morbidelli | VEN -   | ESP 6   | AUT 9   | FRA 5   | NAT 8   | NED 5   | BEL Ret | SWE 6   | FIN 4   | GBR 9   | GER Ret |         | YUG 6   |        |       | 42   | 9.º  |
| 1979 | 125cc | Morbidelli          | VEN -   | AUT Ret | GER 14  | NAT DNQ | ESP Ret | YUG Ret | NED 7   | BEL -   | SWE 2   | FIN Ret | GBR 15  | CZE Ret | FRA 7   |        |       | 20   | 16.º |
| 1980 | 125cc | Morbidelli          | NAT -   | ESP -   | FRA 11  | YUG -   | NED -   | BEL -   | FIN -   | GBR -   | CZE -   | GER -   |         |         |         |        |       | 0    | -    |
| 1980 | 250cc | Kawasaki            | NAT 11  | ESP 8   | FRA 11  | YUG 14  | NED Ret | BEL 8   | FIN 8   | GBR 22  | CZE 15  | GER DNQ |         |         |         |        |       | 9    | 17.º |
| 1981 | 250cc | Kawasaki            | ARG 12  |         | GER 13  | NAT 10  | FRA 14  | ESP 5   |         | NED 7   | BEL 14  | RSM 12  | GBR 8   | FIN 3   | SWE 4   | CZE 7  |       | 36   | 6.º  |
| 1982 | 250cc | Kawasaki            |         |         | FRA 6   | ESP 6   | NAT 14  | NED 4   | BEL 16  | YUG 9   | GBR 5   | SWE Ret | FIN 8   | CZE Ret | RSM Ret | GER 10 |       | 30   | 8.º  |
| 1983 | 250cc | Yamaha              | RSA 13  | FRA Ret | NAT Ret | GER Ret | ESP Ret | AUT 13  | YUG 7   | NED 4   | BEL 9   | GBR 21  | SWE 7   |         |         |        |       | 18   | 15.º |
| 1984 | 250cc | Honda y Yamaha      | RSA 17  | NAT 11  | ESP Ret | AUT DNQ | GER Ret | FRA DNQ | YUG -   | NED 21  | BEL DNQ | GBR 24  | SWE 23  | RSM Ret |         |        |       | 0    | -    |
| 1985 | 250cc | MIG-Rotax           | RSA -   | ESP 16  | GER Ret | NAT 20  | AUT Ret | YUG 10  | NED 16  | BEL Ret | FRA Ret | GBR Ret | SWE Ret | RSM 21  |         |        |       | 1    | 28.º |
| 1986 | 250cc | MIG-Rotax           | ESP 17  | NAT 26  | GER DNQ | AUT Ret | YUG DNQ | NED DNQ | BEL Ret | FRA Ret | GBR 20  | SWE 20  | RSM Ret |         |         |        |       | 0    | -    |
| 1987 | 250cc | MIG-Fior            | JPN -   | ESP -   | GER Ret | NAT Ret | AUT -   | YUG Ret | NED DNQ | FRA DNQ | GBR -   | SWE -   | CZE DNQ | RSM DNQ | POR -   | BRA -  | ARG - | 0    | -    |